# بررسی مدارک مشکوک

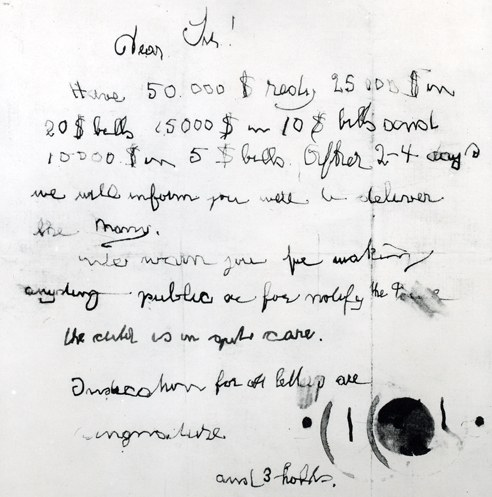
یادداشت باج‌گیری در محل یک آدم‌ربایی در لیندبرگ

بررسی مدارک مشکوک (انگلیسی: Questioned document examination) در علم پزشکی قانونی، بررسی اسنادی است که در دادگاه بالقوه مورد مناقشه هستند. هدف اصلی آن ارائه شواهد در مورد یک سند مشکوک با استفاده از فرایندها و روش‌های علمی است. شواهد ممکن است شامل تغییرات، زنجیره تصرف، آسیب به سند، جعل، منبع، اصالت یا سایر سؤالاتی باشد که هنگام اعتراض به سند در دادگاه مطرح می‌شود.